# Паб квиз
Паб квиз је групна забавна игра. Игра се тако што се група људи, најчешће од 4 до 6 чланова, скупи у одређеном кафићу (пабу) и ту креће такмичење у знању. За провјеру знања одговоран је водитељ квиза, а његово стручно име је квизмастер.
Паб квиз је настао у  Уједињеном Краљевству око 1976. године. Сматра се да га је осмислила компанија Burns and Porter.

## Ток квиза
Квизмастер има припремљена питања која су најчешће груписана у одређене групе, као што су: опште знање, географија, историја, музика, филм, спорт... Када игра почне, квизмастер чита питање по питање, област по област. Тада екипе биљеже своје одговоре на папире , који се на крају игре прегледају и екипа са највише тачних одговора односи побједу.